# Copenhaguen Sprint de 2025 (prova femenina)
La Copenhaguen Sprint de 2025 serà la primera edició de la cursa de ciclisme de carretera Copenhagen Sprint en la seva versió femenina. Se celebrarà el 21 de juny 2025 i formarà part de l'UCI Women's World Tour de 2025, circuit del qual serà la vintena prova.

## Recorregut
La cursa començarà al Museu de vaixells vikings de Roskilde i passarà per Frederikssund, Hillerød i Ballerup. Llavors, s'entrarà a Copenhagen, on hi haurà un circuit urbà de 10 quilòmetres amb el final al costat de la National Gallery of Denmark. Les participants faran 3 voltes al circuit, fet que comportarà que el recorregut total sigui de 160 quilòmetres.